# Roekmolen
Roekmolen – wiatrak w miejscowości Goëngahuizen, w gminie Smallingerland, w prowincji Fryzja, w Holandii. Młyn powstał w 1896 r. Był restaurowany w latach 1960, 1976. W 2009 r. przeniesiono go w miejsce, na którym obecnie stoi. Ma on jedno piętro. Jego śmigła mają rozpiętość 16,10 m. Wiatrak służył głównie do pompowania wody za pomocą śruby Archimedesa.